# Tetralycosa
Tetralycosa is een geslacht van spinnen uit de familie wolfspinnen (Lycosidae).

## Soorten
De volgende soorten zijn bij het geslacht ingedeeld:
- Tetralycosa alteripa (McKay, 1976)
- Tetralycosa arabanae Framenau, Gotch & Austin, 2006
- Tetralycosa eyrei (Hickman, 1944)
- Tetralycosa oraria (L. Koch, 1876)